# Radkov (district d'Opava)
Pour les articles homonymes, voir Radkov.
Radkov (en allemand : Ratkau) est une commune du district d'Opava, dans la région de Moravie-Silésie, en République tchèque. Sa population s'élevait à 499 habitants en 2021.

## Géographie
Radkov se trouve à 6 km au nord-nord-est de Vítkov, à 16 km au sud-ouest d'Opava, à 36 km à l'ouest ouest d'Ostrava et à 241 km à l’est-sud-est de Prague.
La commune est limitée par Melč au nord, par Hradec nad Moravicí au nord-est, par Březová, Vítkov au sud-est, par Větřkovice au sud, et par Vítkov au sud et à l'ouest.

## Histoire
La première mention écrite de la localité date de 1377.

## Patrimoine

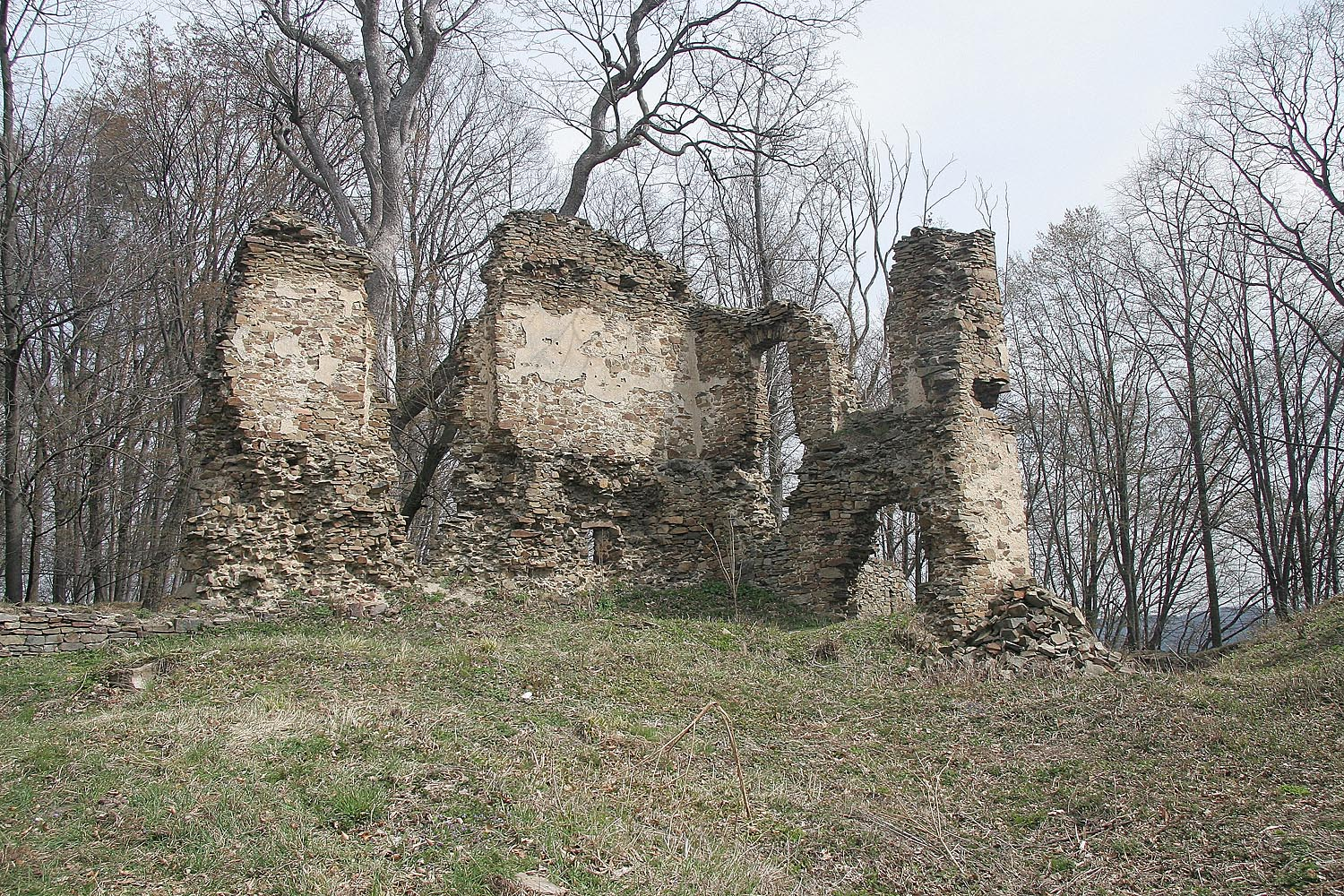
Ruines du château de Vikštejn.
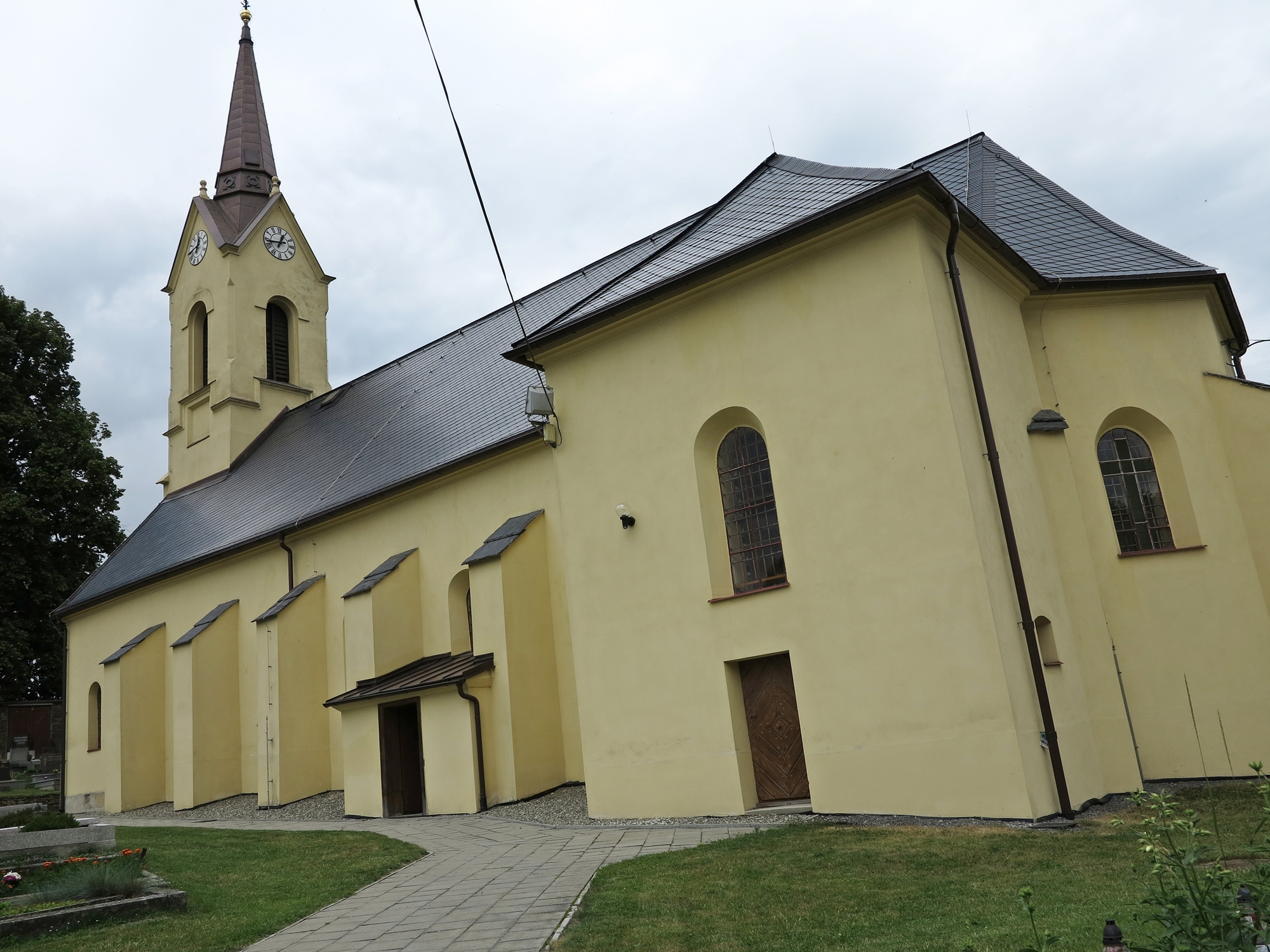
Église de la Nativité.

## Transports
Par la route, Radkov se trouve à 8 km de Vítkov, à 19 km d'Opava, à 54 km d'Ostrava et à 311 km de Prague.